# Jürgen Vogel
Jürgen Vogel (Hamburgo, 29 de abril de 1968) es un actor, productor y cantante alemán. Valorado principalmente por su trabajo en diversas películas desde 1985, se ha convertido en uno de los actores más famosos y versátiles de su país, siendo especialmente conocido por su papel del profesor Rainer Wenger en la película La ola (2008).

## Biografía
Hijo de un camarero y una ama de casa, Jürgen Vogel descubre desde temprana edad su gusto por el mundo del espectáculo. Con nueve años sirve de modelo para catálogos de ropa infantil. Debuta en el mundo artístico en 1986 con la película Kinder aus Stein (Niños de piedra), en el papel de un chico de la calle. En 1989 se produce su primer éxito, la película Rosemunde, con la que empieza a ser conocido por su interpretación de un secuestrador mentalmente desequilibrado. Su primer papel como protagonista lo interpreta en 1992 en la película Kleine Haie (Pequeños tiburones), dando vida a un trabajador ocasional sin ambiciones. Por su actuación en estas dos últimas películas ha obtenido el “Bayerischer Filmpreis”, el Premio Cinematográfico de Baviera.
En 1995 funda la productora cinematográfica “Schwarzweiss Filmproduktion” y trabaja a partir de entonces también como productor o coproductor. Para el filme músico-documental Keine Lieder über Liebe (Ninguna canción sobre el amor), del año 2005, crea la banda musical “Hansen Band”, en la que él hace la voz. Esta banda grabó un disco y realizó una serie de presentaciones por Alemania entre los años 2005 y 2007.
Fue galardonado con el Premio Cinematográfico Alemán (Deutscher Filmpreis) en 1997 en la categoría de protagonista masculino por su papel en la película La vida en obras (Das Leben ist eine Baustelle). En 2006 obtuvo el Oso de Plata del famoso festival internacional Berlinale en la categoría de mejor interpretación artística por su actuación en la película Der freie Wille (El libre albedrío).
Paralelamente ha intervenido en televisión en series y anuncios publicitarios. Desde el 30 de enero de 2009 actúa en la serie de entretenimiento Schillerstraße de la cadena alemana Sat.1, serie donde los actores invitados tienen que improvisar un guion sobre su visita al piso de la calle Schiller, donde vive Jürgen Vogel en la serie.

## Filmografía
- 1986 –  (Chicos de piedra)
- 1986 – Novemberkatzen (Gatos de noviembre)
- 1987 – A.D.A.M.
- 1988 – Der Fahnder (El investigador policial)
- 1989 – Rosamunde
- 1989 – Bumerang-Bumerang
- 1992 – Kleine Haie (Pequeños tiburones)
- 1993 – Polski Crash
- 1993 – Durst (Sed)
- 1993 – Schicksalsspiel  (Un partido a vida o muerte)
- 1994 – Wachtmeister Zumbühl (El guardia Zambühl)
- 1994 – Ausgerechnet Zoé (Precisamente Zoé)
- 1994 – Unschuldsengel (Ángel inocente)
- 1995 – Die Mediocren (Los mediocres)
- 1996 – Stille Nacht – Ein Fest der Liebe (Noche de paz – Una fiesta del amor)
- 1996 – Sexy Sadie
- 1997 – Fräulein Smillas Gespür für Schnee (El olfato de la señora Smilla para la nieve)
- 1997 – Das Leben ist eine Baustelle (La vida en obras)
- 1997 – Die Apothekerin (La farmacéutica)
- 1998 – Das Mambospiel (El juego del mambo)
- 1999 – Fette Welt (Mundo flipante)
- 1999 – Zornige Küsse (Besos de ira)
- 1999 – Ein großes Ding (Una gran cosa)
- 2017 - " Ötzi, el hombre de hielo "
- 2000 – Manila
- 2000 – Das Phantom (El fantasma)
- 2001 – Emil und die Detektive (Emilio y los detectives)
- 2001 – Sass (Los hermanos Sass)
- 2002 – Nackt (Desnudos)
- 2002 – Der Freund meiner Mutter (El amigo de mi madre)
- 2002 – Nogo
- 2003 – Poem (Poema)
- 2003 – Rosenstraße (La calle de las rosas)
- 2003 – Good Bye, Lenin!
- 2003 – Mein Name ist Bach (Mi nombre es Bach)
- 2005 – Keine Lieder ohne Liebe (Ninguna canción de amor)
- 2005 – Barfuß (Descalzo)
- 2006 – Der freie Wille (El libre albedrío)
- 2006 – Emmas Glück (La suerte de Emma)
- 2006 – Paulas Geheimnis (El secreto de Paula)
- 2006 – Ein Freund von mir (Un amigo mío)
- 2006 – Wo ist Fred? (¿Dónde está Fred?)
- 2007 – Die Schatzinsel (La isla del tesoro)
- 2007 – Keinohrhasen (Un conejo sin orejas)
- 2008 – Duell in der Nacht (Duelo en la noche)
- 2008 – Die Welle (La ola)
- 2008 – Alte Freunde (Viejos amigos)
- 2009 – Zwölf Winter (Doce inviernos)
- 2009 – Männersache (Cosa de hombres)
- 2009 – Wickie und die starken Männer (Vicky, el vikingo)
- 2009 – This Is Love
- 2010 – Boxhagener Platz
- 2010 – Schwerkraft
- 2010 – Transit
- 2010 – Tod in Istanbul – Jeder hat seinen Preis
- 2010 – Die kommenden Tage
- 2011 – Hotel Lux
- 2011 – Die Stunde des Wolfes (TV)
- 2012 – Gnade
- 2014 – Hin und weg

## Premios
- 1989: Premio Cinematográfico de Baviera – «Mejor actor novel» por Rosamunde
- 1992: Premio Cinematográfico de Baviera – «Mejor actor de reparto» por Kleine Haie
- 1997: Premio Cinematográfico de Alemania – «Mejor protagonista masculino» por La vida es una obra
- 2003: Goldene Kamera – «Mejor actor alemán»
- 2006: Festival de Cine de Tribeca (Nueva York) – «Mejor actor» por Der freie Wille
- 2006: Oso de Plata – «Mejor interpretación artística» por Der freie Wille
- 2007: Premio Cinematográfico de Baviera – «Mejor protagonista masculino» por La suerte de Emma
- 2007: Ernst-Lubitsch-Preis – por sus interpretaciones en las películas Ein Freund von mir y Wo ist Fred?
- 2009: Jupiter – «Mejor actor alemán» por (La Ola)